# كاليثي (هالكيديكي)
كاليثي (Καλλιθέα) هي مدينة في هالكيديكي في مقاطعة فوريا إلادا في اليونان.
يبلغ عدد سكانها حوالي 981 نسمة.